# HD 40827
HD 40827，又名BD+59 937，SAO 25551、HR 2121，是一颗恒星，视星等为6.34，位于銀經154.47，銀緯17.55，其B1900.0坐标为赤經5h 56m 14.9s，赤緯+59° 17.55′ 47″。